# Революция (альбом)
Революция — девятый студийный альбом группы Чёрный обелиск.

## Об альбоме
Деньги на альбом были собраны при помощи краудфандинга на сайте Planeta.ru
Дмитрий Борисенков о новом альбоме высказывался следующим образом:

 "Наша новая работа серьезно отличается от макси-сингла «Вверх», который мы не так давно выпустили. Если «Вверх» получился лиричным и спокойным, то «Революция» - тяжелый, громкий, быстрый альбом. Можно даже сказать, что он жёсткий… такое время, такое настроение. На нём мы воплотили свои идеи, не оглядываясь на рамки форматов, радиоэфиров и так далее. Это очень важно – чувствовать себя свободным. Пожалуй, это одна из наших самых свободных пластинок!"

## Список композиций
| №   | Название                                    | Текст песни                        | Музыка         | Длительность |
| --- | ------------------------------------------- | ---------------------------------- | -------------- | ------------ |
| 1.  | «Марш Революции»                            | Борисенков                         | Чёрный Обелиск | 2:44         |
| 2.  | «Стой и смотри»                             | Борисенков                         | Чёрный Обелиск | 3:35         |
| 3.  | «Круговорот»                                | Борисенков                         | Чёрный Обелиск | 3:03         |
| 4.  | «Душа»                                      | Борисенков                         | Чёрный Обелиск | 3:13         |
| 5.  | «Снег»                                      | Борисенков                         | Чёрный Обелиск | 4:12         |
| 6.  | «Смерти нет»                                | Борисенков, Мерзлякова, Дементьева | Чёрный Обелиск | 3:41         |
| 7.  | «Гуляй-поле» (Э.С.Т.-кавер)                 | Сагадеев                           | Сагадеев       | 4:21         |
| 8.  | «Краденное солнце»                          | Борисенков                         | Чёрный Обелиск | 3:03         |
| 9.  | «Шар цвета хаки» (Nautilus Pompilius-кавер) | Бутусов                            | Бутусов        | 3:00         |
| 10. | «Оборона»                                   | Борисенков                         | Чёрный Обелиск | 3:47         |

## Участники записи
- Дмитрий Борисенков — вокал, гитара
- Михаил Светлов — гитара
- Даниил Захаренков — бас-гитара
- Максим Олейник — барабаны

Приглашённые музыканты
- Сергей Варламов — клавишные (6)
- Георгий Тарадайкин — клавишные (6)

## Дополнительная информация
- Менеджмент — Алексей Чудинов
- Запись, сведение, мастеринг — студия "Чёрный обелиск"
- Звукорежиссёр — Дмитрий Борисенков
- Оформление: идея — Чёрный Обелиск, художник — Денис Петров, фото — Михаил Бучин и Роберт Каримов